# Porto de Baltimore

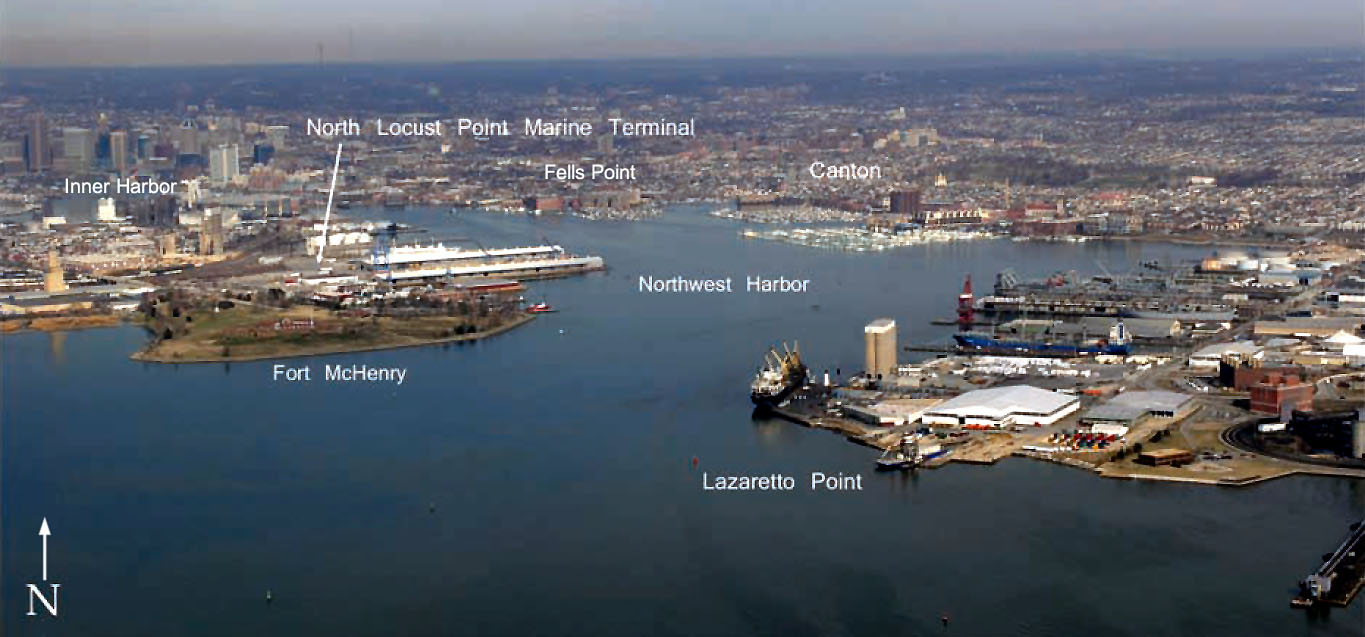

O porto de Baltimore (nome completo: Helen Delich Bentley Port of Baltimore) é um porto comercial em Baltimore, no estado de Maryland, nos Estados Unidos. Situa-se nas margens do rio Patapsco. O porto de Baltimore é um dos maiores do país, estando apenas atrás do porto de Nova Iorque em tonelagem bruta movimentada. Permite operações de roll-on/roll-off e com passageiros, sendo operado pela Maryland Port Administration (MPA), no âmbito do "Maryland Department of Transportation". O governador de Maryland Bob Ehrlich designou o porto em homenagem a Helen Delich Bentley no 300.º aniversário do porto em 2006.